# 9GAG
9GAG는 홍콩의 이미지 기반 소셜 미디어 사이트이다. 2011년 12월 기준 월 페이지뷰가 10억 건을 넘었다. 인터넷에 유행하는 이미지가 주로 올라오는 것으로 알려져 있다. 레딧과 같은 다른 비슷한 사이트와 마찬가지로 게시글에 덧글과 추천을 할 수 있다.

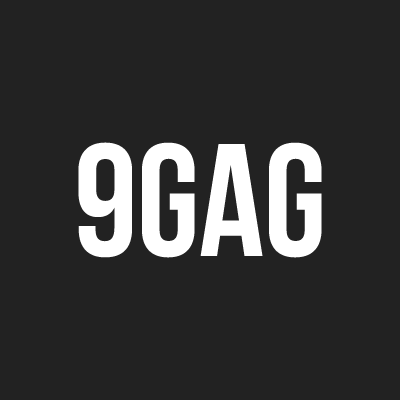
옛 로고 (~2012)